# غلاف‌مهره
غلاف‌مهره (نام علمی: Thecospondylus) نام یک سرده از راسته خزنده‌کفلان است.